# Indonesisches Bergwiesel
Das Indonesische Bergwiesel (Mustela lutreolina) ist eine Raubtierart aus der Familie der Marder (Mustelidae).

## Merkmale
Die Tiere haben mit dem langgestreckten Körper und den kurzen Beinen den üblichen Körperbau der Wiesel. Sie erreichen eine Kopfrumpflänge von 30 bis 32 Zentimeter, eine Schwanzlänge von 14 bis 17 Zentimeter und ein Gewicht von 295 bis 340 Gramm. In ihrem Körperbau ähneln sie dem nahe verwandten Feuerwiesel, haben aber ein dunkleres, meist rotbraunes Fell.
Das Fell des Indonesischen Bergwiesels ist verglichen mit anderen Gattungsmitgliedern weniger buschig, was dem Körper und dem Schwanz ein schmaleres Aussehen verleiht. Mehrere Exemplare hatten auf der Kehle und/oder Brust einen weißen Fleck von variierender Form und Größe. Maskenartige Muster im Gesicht fehlen jedoch. Eindeutiges Unterscheidungsmerkmal zu anderen Gattungsvertretern ist eine weitere Öffnung im Paukenteil des Schläfenbeins.

## Verbreitungsgebiet und Lebensweise

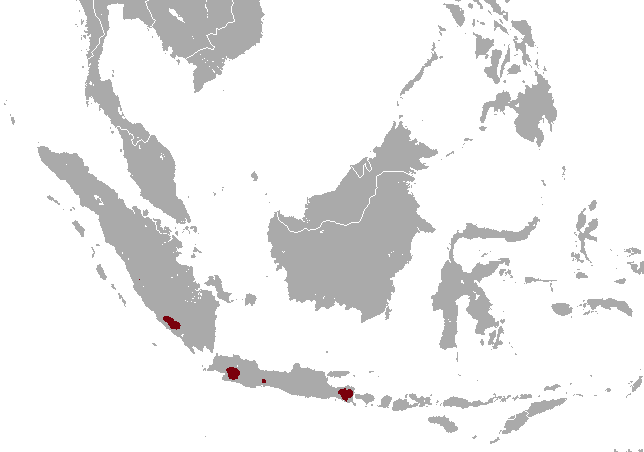
Verbreitungsgebiet, laut IUCN im gesamten Gebirgskamm entlang der Westküste Sumatras vorhanden

Indonesische Bergwiesel sind nur von der Insel Java und dem südwestlichen Sumatra bekannt. Ihr Lebensraum sind gebirgige Regionen zwischen 1400 und 3000 Metern Seehöhe. Über ihre Lebensweise ist sehr wenig bekannt, man vermutet, dass sie weitgehend mit der der Feuerwiesel übereinstimmt. Wie diese dürften sie sich vorwiegend von kleinen Säugetieren und anderer fleischlicher Nahrung ernähren.
Aktive Individuen wurden am Tage gesichtet oder fotografiert.

## Bestand
Seit seiner Erstbeschreibung wurden bis in die späten 1990er Jahre insgesamt nur elf Exemplare des Indonesischen Bergwiesels gefunden. Diese Funde wurden in Regionen gemacht, die teilweise stark durch menschliche Siedlungstätigkeit und Waldrodungen betroffen sind. Weitere Sichtungen und Registrierungen durch Kamerafallen legen nahe, dass die Art eher in höheren Bereichen der Gebirge vorkommt, die weniger forstwirtschaftlich genutzt sind. Die immer noch geringe Anzahl von dokumentierten Exemplaren beruht vermutlich auf unzureichenden Nachforschungen. Zusätzlich entstanden im Verbreitungsgebiet mehrere Schutzzonen. Da ausreichend geeignete Lebensräume für den Indonesischen Bergwiesel vorhanden sind, wird er von der IUCN als nicht gefährdet (Least Concern) gelistet.